# 대한불교진각종
대한불교 진각종(大韓佛敎眞覺宗)은 밀교계(密敎系)에 속한 대한민국 불교의 한 종파로, 1947년 6월 14일 회당(悔堂) 손규상(孫珪祥: 1902~1963) 대종사가 창종하였다.
법신 대일여래를 교주로, 육자진언을 본존으로, 손규상 대종사를 종조로, 《대일경》·《금강정경(金剛頂經)》·《대승장엄보왕경(大乘莊嚴寶王經)》을 소의경전으로 삼는다.
종지(宗旨)는 법신 비로자나불의 체(體)가 되는 육대(六大)와 법신불의 상(相)이 되는 사만(四蔓)과 법신불의 용(用)이 되는 삼밀(三密)로 유위무위(有爲無爲) 일체의 이치에 대비(大悲) · 결정 · 용예하여 일체 마군을 항복받고 외도를 제어하는 현세정화와 즉신성불에 있다.

진각종지
진각종은 시방삼세 하나로 계시는 법신 비로자나 부처님을 교주敎主로 하고 부처와 종조의 정전正傳 심인心印인 ‘옴마니반메훔’을 신행信行의 본존本尊으로 받들어 육자관행六字觀行으로 즉신성불卽身成佛 하고 현세정화現世淨化 함을 종지宗旨로 한다.

진각종요
진각종은 불교의 심수心髓인 밀교密敎정신을 본지 本旨로 하고 밀교의 법맥을 심인으로 전수한 회당 대종사의 자증교설自證敎說을 종지로 삼아서 교법 을 세우고 종문을 열어서 시대에 맞는 교화이념과 방편을 펴는 불교종단이다.

진각종은 독자적으로 한국에서 성립된 밀교 종단으로, 2005년 현재 한국의 3대 밀교 종단은 모두 진각종에서 분종해 나간 것으로, 1954년에 진언종(眞言宗)이 분종하였고, 1974년에는 총지종(總指宗)이 분종하였다.
종단의 승려(교화자)는 남녀 모두 머리를 깎지 않는 반승반속(半僧半俗)의 형태로 개신교의 목사에 가깝다. 사찰의 주지에 해당하는 직위는 이런 반승반속의 정사(正師)라고 부르는 남자 교화자와 전수(傳授)라고 부르는 여자 교화자 부부가 짝을 이루어 함께 맡는 경우가 많다.
교육부설기관으로는 경주시의 위덕대학교, 대구광역시의 심인중&심인고교, 서울특별시의 진선여중&진선여고가 있다. 옴마니반메훔 6자 진언을 중요하게 여기고 항상 염송한다. 복지기관으로는 진각복지재단이 있으며 출판물에는 《밀교신문》, 《법의 향기》(월간), 《자성동이》(월간) 등이 있다.

## 역사
진각성존 회당 손규상(1902-1963) 대종사는 1947년 달성군 성서면 농림촌에서 육자진언(六字眞言)을 통해 불법의 도리를 깨달았다. 1947년 5월 대각을 이룬 대종사는 최초의 교화도량을 경북 영일군 기계면 이송정에 마련하여 진각종의 서막을 열었다. 이때 도량의 명칭을 참회원(懺悔園)이라 하였다. 그 후 1948년 8월 교명이 교화단체 참회원으로 정해졌다가 다시 1951년 심인불교건국참회원(心印佛敎建國懺悔園)으로 하였다. 1953년 8월 종단의 체제 완성을 위해 대한불교진각종보살회 헌법이 제정되었고, 그 해 12월 대종사의 유법에 따라 종명을 ‘진각종'으로 명명하였다. 여기에 1954년 1월 대한불교진각종보살회 유지재단을 설립하여 법적인 토대가 완성되었다. 밖으로는 1955년 4월 대구에 심인중, 고등학교를 설립하여 육영사업에 힘쓰는 한편 1958년 방콕에서 개최된 제5차 세계불교도 우의회에 참가하는 등 한국불교의 세계화에 힘썼다. 1963년 10월 16일 대중들에게 ‘옛날에는 의발(衣鉢)이요 이제는 심인법(心印法)이라'는 법을 부촉하고는 62세로 열반에 들었다. 종단의 근간이 되는 종헌종법이 1964년 3월 26일 제정되었고, 종단의 상징인 금강륜상은 1964년 7월 15일 제정되었다. 그리고 대종사의 유계였던 총인원의 서울 이전도 1966년 1월 지금의 통리원 자리로 옮겨졌다. 이 당시 종단 내의 제도도 많이 보완되었다. 총인원 내에 기로원(耆老院)이 부설된 것은 1969년 5월이다. 이것은 1986년 9월 대구로 신축 이전되었다. 1990년 11월 미국 L.A에 해외 포교원인 불광심인당을 헌공하여 진각종 국제포교의 서막을 시작하여 진각종의 위상을 높였다. 1996년 12월 17일 종헌종법이 전면 개정되어 새로운 시대에 맞는 종단의 법령을 마련하였다. 외적으로는 오래된 심인당의 개축과 함께 해외 심인당의 개설도 계속되었다. 1997년 5월 중국 흑룡강성 해동심인당의 헌공과, 1999년 10월 미국 워싱톤에 법광심인당의 개설, 그리고 캐나다 토론토에 성불심인당 개설은 진각종의 세계화에 초석이 되었다. 교육사업도 꾸준히 지속되었다. 1996년 1월 종립대학인 위덕대학교의 헌공불사가 봉행되었고 이어 3월 개교 및 제1회 입학식이 봉행되어 유치원에서 대학에 이르는 교육체계가 이루어졌다.

## 종지
진각종지
진각종은 시방삼세 하나로 계시는 법신 비로자나 부처님을 교주敎主로 하고 부처와 종조의 정전正傳 심인心印인 ‘옴마니반메훔’을 신행信行의 본존本尊으로 받들어 육자관행六字觀行으로 즉신성불卽身成佛 하고 현세정화現世淨化 함을 종지宗旨로 한다.

진각종은 바른 믿음과 참 깨달음을 구현하기 위해 생활불교, 실천불교를 지향한다. 진각종의 창종자 회당대종사는 해방과 한국전쟁이라는 절박한 시대상황속에서 당시 첫째, 계율 중심의 불교를 깨달음 중심의 불교로, 둘째, 의례 위주의 불교를 실천 위주의 불교로, 셋째, 불상 중심의 불교를 무상진리 중심의 불교로, 네째, 내세 기복 중심의 불교를 현세 정화 불교로, 다섯째, 타력 불교를 자력 불교로 혁신하고자 하였다. 이는 개종초기의 종단운영에서 진각종의 종지의 구체적인 예를 찾을 수 있다. 첫째, 도량의 도심건립과 참회와 실천의 심인불교운동 전개, 둘째, 경전의 한국어화, 서원가의 반포제정, 어린이 불교학교인 "자성학교" 건립 등의 적극적 포교방편 전개, 셋째, 기복에서 벗어나 이웃과 사회와 국가를 위하는 새로운 신행 메커니즘과 진호국가의 정신에서 찾을 수 있다.

## 조직
총인원 아래에 3원과 4부, 원의회 아래에 3회가 있으며, 원로기관으로 기로원이 있다.
교육 및 교화사업으로 1955년 5월 대구시 대명동에 심인중학교를 개교(심인고등학교는 1957년에 개교)하고, 서울교단내에 중앙강원, 지방(서울 · 대구 · 부산)에 지방강원을 두어 교역자를 양성하며, 또한 체육부를 두어 심신을 연마시키고 있다.

### 종립학교
대학교
- 위덕대학교

고등학교
- 심인고등학교
- 진선여자고등학교

중학교
- 심인중학교
- 진선여자중학교

## 수행
수행정진으로 삼밀관행법과 무시항송법 · 시간정진법을 행하여 6자대명왕진언인 "옴마니반메훔"을 수지 염송한다. 서울 본원에서는 매일 오전과 오후로 나누어 정진수행 공부를 하며 타종단과 같은 의식은 전혀 없이 (불상이 없고 목탁을 사용하지 않음) 시시불공 · 처처불공의 극히 생활화된 예식을 취하고 있다.

## 행사
중요행사로는 종조열반절(10월 16일) · 해탈절(7월 15일) · 열반절 불사(2월 15일) · 성도절(12월 8일) · 종조 탄생절(5월 10일) · 창교절(6월 14일) 등이 있으며, 이 기간동안은 국가경제 발전과 안정, 그리고 종단 발전을 위한 서원 불공을 봉행하고 있으며, 연 2회 교역자 수련과 7일간의 월례불사, 매 일요일 자성일 불사를 실시하고 있다. 행사는 모두 양력으로 시행한다. 그리고 부처님오신날(음력 4월 8일) · 은 다른 불교종단과 같이 부처님 오신날 행사를 봉행한다.  교역자는 순정(純淨) · 편의(便衣) 출가와 순정 · 세속 재가로 구분한다.

## 참고 문헌
- 이 문서에는 다음커뮤니케이션(현 카카오)에서 GFDL 또는 CC-SA 라이선스로 배포한 글로벌 세계대백과사전의 내용을 기초로 작성된 글이 포함되어 있습니다.